# Marina Abramović
Marina Abramović (Beograd, 30. studenog 1946.) konceptualna je i umjetnica performansa svjetske reputacije.

## Životopis
Marina Abramović rođena je nedugo nakon završetka II. svjetskog rata u porodici crnogorskih partizana Vojina i Danice Abramović, aktivnih u političkom životu nove države SFR Jugoslavije: otac joj radi za državnu sigurnost, a majka je šezdesetih godina direktorica Muzeja revolucije u Beogradu. Stric njene majke, Petar Rosić, bio je na čelu Srpske Pravoslavne Crkve od 1930. do 1937. godine kao patrijarh srpski Varnava.
Do šeste godine Marina živi s bakom, posvećenom vjernicom koja ne podnosi komunizam, a po rođenju brata vraća se u roditeljsku kuću s vječno odsutnim ocem i strogom majkom. »Sve je u mojemu djetinjstvu bilo posvećeno potpunoj žrtvi, bilo religiji bilo komunizmu«, izjavljuje u intervjuu.
Od 1965. godine studirala je slikarstvo na Akademiji likovnih umetnosti u Beogradu, a tijekom poslijediplomskog studija na Akademiji likovnih umjetnosti u Zagrebu početkom sedamdesetih po prvi put za umjetnički izričaj iskoristila svoje tijelo. Godine 1973. počinje priređivati svoje javne performanse, kratke i upečatljive političke poruke u kojima zabada nož među prste ruke i izrezuje petokraku zvijezdu na tijelu. Kasnije tvrdi da za umjetnost performansa u to vrijeme nije ni znala. Druži se s umjetnicima u beogradskom Studentskom kulturnom centru (SKC), a dva susreta s umjetnikom Josephom Beuysom na nju ostavljaju snažan dojam i utječu na njen daljnji rad. U Amsterdamu 1975. upoznaje njemačkog umjetnika Ulaya, Franka Uwea Laysiepena, sljedeće godine odlazi živjeti s njim pa zajedno od 1977. do 1988. ostvaruju brojna djela po Europi i svijetu, od performansa do fotografije i videa. Devet mjeseci žive u australskoj pustinji s plemenom Pintubi, istražuju indijske meditativne metode, nekoliko puta pokušavaju u Kini izvesti performans s hodanjem po Velikom kineskom zidu. Kad su za to konačno dobili dozvolu, veza im je već bila propala, pa susretom nakon devedeset dana hoda sa suprotnih strana zida označavaju njen kraj te kraj dvanaestogodišnje umjetničke suradnje.  
Bila je profesorica na umjetničkim školama u Berlinu, Hamburgu, Parizu. 
Od 2005. godine živi u New Yorku. Sebe naziva ex-Jugoslavenkom, a o zemlji svojega porijekla izjavljuje: »Kada me pitaju odakle sam, nikad ne kažem da sam iz Srbije. Uvijek im kažem da dolazim iz zemlje koja više ne postoji.«

## Djelo
Postala je svjetski slavna umjetnica koja bolom, pokretom, mimikom i gestom oponaša jezik tijela igrača, akrobata, tibetanskih monaha i šamana.[nedostaje izvor]
Na početku karijere održava performanse Rhythm 10, Rhythm 5, Rhythm 4 i Rhythm 0 u Rimu, Beogradu, Milanu i Napulju, u kojima istražuje granice svoga tijela i svjesnosti. Od 1976. do 1988. stvara s Ulayem. Njeno autobiografsko djelo Biography do 1994. priređuju u nekoliko kazališta u Europi; u Beogradu te godine radi na autobiografskoj predstavi Delusional. 
Za Venecijanski bijenale 1997. angažira je tadašnja država Srbije i Crne Gore, no s njima se razilazi pa onda u talijanskom paviljonu izvodi svoj performans Balkan Baroque u kojem četiri dana po šest sati čisti životinjske kosti od mesa i krvi koji se ne daju očistiti, pjevušeći, plačući i pričajući priče o nekadašnjoj domovini. Za performans dobiva nagradu Zlatnoga lava.
Na performansu The Artist Is Present iz 2010. godine više od 716 sati provela je sjedeći u muzeju dok su joj nasuprot za stolom sjedali potpuni stranci, prepuštajući se vlastitim osjećajima i jakoj osobnosti umjetnice. »Zurila sam u uči ljudi s ogromnom boli iznutra... i postala zrcalo njihovih emocija«, izjavila je. Performans je u njujorškom Muzeju moderne umjetnosti (MoMA) vidjelo 850 000 posjetitelja, a izrodio je društvenim fenomenom Marina Abramović Made Me Cry (hrv. Marina Abramović me rasplakala).

## Važnije nagrade
- Zlatni lav na Bijenalu u Veneciji 1997. godine gdje je sudjelovala čak pet puta
- Besi za rad Kuća s pogledom na Ocean iz 2003.
- Nagrada grada New Yorka za predstavu i performans, 2003. godine
- Nagrada Udruge američkih kritičara 2004. godine
- Trinaestojulska nagrada, najveće crnogorsko nacionalno priznanje, 2012. godine

## Vanjske poveznice
- Pierre Coulibeuf. 1999. Balkan Baroque, film o Marini Abramović. youtube.com.
- Intervju Marine Abramović. youtube.com
- UbuWeb Film & Video: Marina Abramović
- Interview with Marina Abramović